# Advanced Technology Vehicle

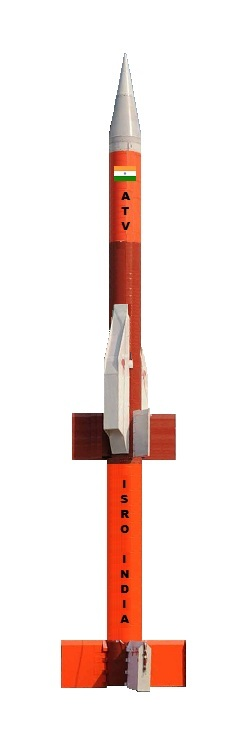
O foguete ATV.

O Veículo de Tecnologia Avançada, em inglês: Advanced Technology Vehicle (ATV) é um foguete de sondagem de origem indiana,
criado pela ISRO que tem servido como laboratório de pesquisa e desenvolvimento para motores do tipo Scramjet.

## Origem
Desde 2001, a Defense Research and Development Organization (DRDO), tem se dedicado ao projeto de um veículo reutilizável chamado Avatar. Este projeto
de um veículo do tipo TSTO, pretende usar um motor do tipo Scramjet ao atingir a velocidade de cruzeiro.
Para efetuar os testes em voo desse tipo de motor, o ISRO, recebeu o sinal verde em 2004, para desenvolver um veículo com essa finalidade,
o Winged Reusable Launch Vehicle Technology Demonstrator (RLV-TD). O ATV-TD, é parte integrante dessa iniciativa.

## Utilização
O ATV pesa cerca de 3 toneladas, e é o foguete de sondagem mais pesado já fabricado pela ISRO. O modelo D01, carregava um motor scramjet inerte. O voo do modelo D01 
ocorreu em 3 de março de 2010. O foguete de apenas um estágio, atingiu 46 km de altitude em 120 segundos, e a duração total do voo foi de 240 segundos. Esse voo, 
acelerou o motor scramjet à velocidade de Mach 6, e a manteve por 7 segundos. Sendo estas as condições necessárias para a futura ignição de um motor scramjet ativo. 
O próximo passo será o voo do modelo D02, com um motor scramjet abastecido e funcional. Sobre esse voo ainda não há nenhuma notícia nova.